# Ervin Kassai
Ervin Kassai (ur. 16 marca 1925 w Budapeszcie, zm. 12 października 2012) – węgierski działacz sportowy, sędzia koszykówki.
Był z wykształcenia ekonomistą, pracował w urzędzie miejskim Budapesztu jako specjalista ruchu drogowego. Działał jako sędzia koszykarski w latach 1953–1975. Prowadził szereg ważnych meczów na szczeblu międzynarodowym, sędziował na czterech igrzyskach olimpijskich (1960, 1964, 1968, 1972), w tym w Rzymie i Meksyku w finałach olimpijskich. Był też sędzią na mistrzostwach świata w Rio de Janeiro (1963) i Ljubljanie (1970), ośmiokrotnie prowadził mecze na mistrzostwach Europy mężczyzn i trzykrotnie na mistrzostwach Europy kobiet. W 1972 sędziował cztery spotkania pomiędzy reprezentacjami USA i Europy z okazji 40-lecia Międzynarodowej Federacji Koszykówki FIBA, w 1959 sędziował serię trzech spotkań reprezentacji USA i ZSRR. Miał ponadto w dorobku mecze europejskich pucharów, prowadził finały pucharu mistrzów krajowych mężczyzn pięć razy (1962, 1966, 1967, 1968, 1971), kobiet dwa razy (1959, 1970 – w Krakowie), ponadto finał pucharu zdobywców pucharów w 1972. 
W latach 1966–1995 był komisarzem technicznym FIBA. W 1976 został wyróżniony tytułem sędziego honorowego FIBA, w 1994 otrzymał Order Zasługi FIBA, a w 2007 uhonorowany został miejscem w galerii sław FIBA.